# Worldwatch Institute
Das Worldwatch Institute (WI) wurde 1974 von  Lester R. Brown gegründet. Das Institut in der US-amerikanischen Hauptstadt Washington war eine unabhängige interdisziplinäre Forschungseinrichtung mit Konzentration auf Themen der Nachhaltigkeit sowie auf umwelt- und sozialverträgliche Technologien.
Weithin bekannt waren die jährlichen Publikationen des WI, Zur Lage der Welt … (State of the world …).
Brown verließ das Institut, um im Jahr 2000 das Earth Policy Institute zu gründen. Das Worldwatch Institut wurde 2017 nach der Veröffentlichung seines letzten State of the World Report aufgelöst. Die Website Worldwatch.org war ab Mitte 2019 nicht mehr erreichbar.

## Veröffentlichungen
- Zur Lage der Welt 2004, ISBN 3-89691-570-3